# Ilex stewardii
Ilex stewardii är en järneksväxtart som beskrevs av Shiu Ying Hu. Ilex stewardii ingår i släktet järnekar, och familjen järneksväxter. Inga underarter finns listade i Catalogue of Life.